# العلاقات الإسرائيلية الليتوانية
العلاقات الإسرائيلية الليتوانية هي العلاقات الثنائية التي تجمع بين إسرائيل وليتوانيا.

## مقارنة بين البلدين
هذه مقارنة عامة ومرجعية للدولتين:
| وجه المقارنة                                              | '                                                                   | ليتوانيا                                                    |
| --------------------------------------------------------- | ------------------------------------------------------------------- | ----------------------------------------------------------- |
| المساحة (كم2)                                             | 20.77 ألف                                                           | 65.30 ألف                                                   |
| عدد السكان (نسمة)                                         | 8.89 مليون                                                          | 2.79 مليون                                                  |
| الكثافة السكانية (ن./كم²)                                 | 428.02                                                              | 42.73                                                       |
| العاصمة                                                   | لا أحد ‏                                                             | فيلنيوس، كاوناس                                             |
| اللغة الرسمية                                             | اللغة العبرية، اللغة العربية                                        | اللغة الليتوانية                                            |
| العملة                                                    | شيكل إسرائيلي جديد، شيكل إسرائيلي قديم، جنيه فلسطيني، جنيه إسرائيلي | ليتاس ليتواني، يورو                                         |
| الناتج المحلي الإجمالي (بليون دولار)                      | 350.85 مليار                                                        | 47.17 مليار                                                 |
| الناتج المحلي الإجمالي (تعادل القوة الشرائية) بليون دولار | 306.51 مليار                                                        | 84.06 مليار                                                 |
| الناتج المحلي الإجمالي الاسمي للفرد دولار أمريكي          | 35.73 ألف                                                           | 14.15 ألف                                                   |
| الناتج المحلي الإجمالي للفرد دولار أمريكي                 | 36.58 ألف                                                           | 27.69 ألف                                                   |
| مؤشر التنمية البشرية                                      | 0.899                                                               | 0.839                                                       |
| رمز المكالمات الدولي                                      | +972                                                                | +370                                                        |
| رمز الإنترنت                                              | .il                                                                 | .lt                                                         |
| المنطقة الزمنية                                           | توقيت إسرائيل، Israel Summer Time ‏                                  | ت ع م+02:00، ت ع م+03:00، أوروبا/فيلنيوس ‏، توقيت شرق أوروبا |

## مدن متوأمة
في ما يلي قائمة باتفاقيات التوأمة بين مدن إسرائيلية وليتوانية:
- ترتبط عكا مع تراكي باتفاقية توأمة منذ 2015.[18][19][20][21]
- ترتبط إيلات مع بالانغا (لتوانيا) باتفاقية توأمة منذ 2012.[22][23][24][25]

## منظمات دولية مشتركة
يشترك البلدان في عضوية مجموعة من المنظمات الدولية، منها:
| علم المنظمة | اسم المنظمة                               | تاريخ انضمام إسرائيل | تاريخ انضمام ليتوانيا |
| ----------- | ----------------------------------------- | -------------------- | --------------------- |
|             | مؤسسة التنمية الدولية                     | 22 ديسمبر 1960       | 23 سبتمبر 2011        |
|             | منظمة التعاون الاقتصادي والتنمية          | 7 سبتمبر 2010        | 5 يوليو 2018          |
|             | الأمم المتحدة                             | 11 مايو 1949         | 17 سبتمبر 1991        |
|             | منظمة التجارة العالمية                    | 21 أبريل 1995        | ?                     |
|             | منظمة الشرطة الجنائية الدولية             | ?                    | ?                     |
|             | المركز الدولي لتسوية المنازعات الاستشارية | 22 يوليو 1983        | 5 أغسطس 1992          |
|             | الاتحاد الدولي للاتصالات                  | 24 يونيو 1948        | 1 يوليو 1923          |
|             | البنك الدولي للإنشاء والتعمير             | 12 يوليو 1954        | 6 يوليو 1992          |
|             | الاتحاد البريدي العالمي                   | ?                    | ?                     |
|             | مؤسسة التمويل الدولية                     | 26 سبتمبر 1956       | 15 يناير 1993         |
|             | وكالة ضمان الاستثمار متعدد الأطراف        | 21 مايو 1992         | 8 يونيو 1993          |
|             | يونسكو                                    | 16 سبتمبر 1949       | 7 أكتوبر 1991         |

## أعلام
هذه قائمة لبعض الشخصيات التي تربطها علاقات بالبلدين:
- بار رفائيلي (4 يونيو 1985[32] – )
- بنيامين نتانياهو (رئيس وزراء إسرائيل، 21 أكتوبر 1949[33][34] – )
- دانيال كانمان (عالم نفس أمريكي إسرائيلي، 5 مارس 1934[35][36] – )
- دورون رابينوفيتشي (2 ديسمبر 1961[37] – )
- يوناتان نتنياهو (13 مارس 1946[38] – 4 يوليو 1976[38])

## وصلات خارجية
- موقع وزارة الخارجية الإسرائيلية
- موقع وزارة الخارجية الليتوانية